# Charlotte Sting 1999
La stagione 1999 delle Charlotte Sting fu la 3ª nella WNBA per la franchigia.
Le Charlotte Sting arrivarono seconde nella Eastern Conference con un record di 15-17. Nei play-off vinsero il primo turno con le Detroit Shock (1-0), perdendo poi la finale di conference con le New York Liberty (2-1).

## Roster
| N° | Naz.                   | Ruolo | Sportivo        | Anno | Alt. | Peso |
| -- | ---------------------- | ----- | --------------- | ---- | ---- | ---- |
| 00 | Stati Uniti (bandiera) | A     | Tracy Reid      | 1976 | 180  | 68   |
| 4  | Stati Uniti (bandiera) | A     | Cass Bauer      | 1972 | 193  | 82   |
| 5  | Stati Uniti (bandiera) | G     | Dawn Staley     | 1970 | 168  | 61   |
| 10 | Stati Uniti (bandiera) | G     | Christy Smith   | 1975 | 170  | 64   |
| 20 | Stati Uniti (bandiera) | G     | Stephanie White | 1977 | 180  | 70   |
| 23 | Stati Uniti (bandiera) | AC    | Vicky Bullett   | 1967 | 191  | 84   |
| 24 | Stati Uniti (bandiera) | G     | Niesa Johnson   | 1973 | 175  | 66   |
| 32 | Stati Uniti (bandiera) | G     | Andrea Stinson  | 1967 | 178  | 72   |
| 33 | Stati Uniti (bandiera) | G     | Sonia Chase     | 1976 | 175  | 68   |
| 44 | Stati Uniti (bandiera) | A     | Charlotte Smith | 1973 | 183  | 67   |
| 45 | Stati Uniti (bandiera) | A     | Angie Braziel   | 1976 | 188  | 77   |
| 50 | Stati Uniti (bandiera) | A     | Sharon Manning  | 1969 | 191  | 84   |
| 51 | Stati Uniti (bandiera) | C     | Rhonda Mapp     | 1969 | 188  | 86   |

## Staff tecnico
- Allenatori: Marynell Meadors (5-7), Dan Hughes (10-10)
- Vice-allenatori: Dan Hughes (fino all'11 luglio), Sue Panek, T.R. Dunn